# Tilleur
Tilleur is een plaats en deelgemeente van de Belgische gemeente Saint-Nicolas.
Tilleur ligt in de provincie Luik.

## Geschiedenis
Tilleur maakte vanouds deel uit van het domein van Avroy. Hier verbleef het stoffelijk overschot van Sint-Hubertus, voordat het werd overgedragen aan de Sint-Hubertusabdij. In de 9e eeuw werd, door de bisschop van Luik, ook Tilleur aan deze abdij geschonken. Begin 14e eeuw werd, door de abt van de Sint-Laurentiusabdij, te Tilleur het Sint-Jorishospitaal (Hôpital Saint-Georges) gesticht. In 1603 werd Tilleur dan gekocht door Jan Curtius.
In 1636 werd Tilleur gebrandschat door Kroatische troepen.
De 9e-eeuwse kapel, waar de stoffelijke resten van Hubertus hadden gerust, werd in 1332 een aan Hubertus gewijde parochiekerk. De parochie werd afgesplitst van de Sint-Veronicaparochie van Avroy.
Tot in de 19e eeuw kende Tilleur ook wijngaarden.
In 1926 overstroomde de Maas en stond het water in de laaggelegen straten van Tilleur.

## Demografische ontwikkeling
- Bronnen:NIS, Opm:1831 tot en met 1970=volkstellingen, 1976= inwoneraantal op 31 december

### Economische geschiedenis
De Sint-Hubertusabdij hield zich reeds bezig met steenkoolwinning. In de 19e eeuw kwam daaruit de industriële mijnbouwonderneming Société anonyme des Charbonnages de Gosson-Kessales voort. In 1873 werd door deze maatschappij, nabij het spoor, een cokesfabriek gebouwd. In 1908 vestigde zich ook de Société anonyme des Fours à Coke de Tilleur-Ougrée, eveneens een cokesfabriek. In 1928 werd bovendien de Société anonyme des Engrais et produits chimiques de la Meuse (Chimeuse) opgericht, een kunstmestbedrijf. Deze kwam in 1930 in bedrijf op een terrein langs de Maas dat opgehoogd was met afval van de steenkoolmijnen en hoogovenslakken. De kunstmestfabriek werd in 1957 overgenomen door de Société anonyme d'Ammoniaque synthétique et dérivés (ASED) en bleef als zodanig nog tot 1961 in bedrijf. De cokesovens bleven tot 1950 in werking.
In 1993 werden de fabrieken van Chimeuse geheel ontmanteld. Van 2007-2011 werd de bodem onder dit bedrijf gesaneerd.
Voorts is er een koudbandwalserij van ArcelorMittal aanwezig in Tilleur, Ferblatil genaamd.

## Bezienswaardigheden
- Huis La Torette.
- Sint-Hubertuskerk

## Natuur en landschap
Tilleur ligt aan de linkeroever van de Maas en is een industriegemeente. De plaats ligt tegen een helling en in de 19e eeuw werd de omgeving voor een belangrijkdeel door steenkoolmijnen in beslag genomen.

## Bekende inwoners
- François Van Belle (1881-1976), socialistisch politicus en burgemeester

## Nabijgelegen kernen
Jemeppe-sur-Meuse, Seraing, Luik (Sclessin), Lamay, Saint-Nicolas